# Diocesi di Ratnapura
La diocesi di Ratnapura (in latino Dioecesis Ratnapurensis) è una sede della Chiesa cattolica in Sri Lanka suffraganea dell'arcidiocesi di Colombo. Nel 2022 contava 19.521 battezzati su 2.008.800 abitanti. È retta dal vescovo Antony Wyman Croos.

## Territorio
La diocesi comprende i distretti di Ratnapura e Kegalle della provincia di Sabaragamuwa, nella parte meridionale dello Sri Lanka.
Sede vescovile è la città di Ratnapura, dove si trova la cattedrale dei Santi Pietro e Paolo.
Il territorio diocesano si estende su 4.968 km² ed è suddiviso in 24 parrocchie.

## Storia
La diocesi è stata eretta il 2 novembre 1995 con la bolla Ad aptius consulendum di papa Giovanni Paolo II, ricavandone il territorio dalla diocesi di Galle.

## Cronotassi dei vescovi
Si omettono i periodi di sede vacante non superiori ai 2 anni o non storicamente accertati.
- Albert Malcolm Ranjith Patabendige Don (2 novembre 1995 - 1º ottobre 2001 nominato segretario aggiunto della Congregazione per l'evangelizzazione dei popoli)
- Harold Anthony Perera (29 gennaio 2003 - 15 febbraio 2005 nominato vescovo di Galle)
  - Sede vacante (2005-2007)
  - Ivan Tilak Jayasundera (20 gennaio 2006 - 6 luglio 2006 dimesso) (vescovo eletto)[1]
- Cletus Chandrasiri Perera, O.S.B.Silv. (4 maggio 2007 - 5 marzo 2024 ritirato)
- Antony Wyman Croos, dal 5 marzo 2024

## Statistiche
La diocesi nel 2022 su una popolazione di 2.008.800 persone contava 19.521 battezzati, corrispondenti all'1,0% del totale.
| anno | popolazione | popolazione | popolazione | presbiteri | presbiteri | presbiteri | presbiteri                | diaconi | religiosi | religiosi | parrocchie |
| anno | battezzati  | totale      | %           | numero     | secolari   | regolari   | battezzati per presbitero | diaconi | uomini    | donne     | parrocchie |
| ---- | ----------- | ----------- | ----------- | ---------- | ---------- | ---------- | ------------------------- | ------- | --------- | --------- | ---------- |
| 1999 | 23.428      | 1.738.960   | 1,3         | 25         | 19         | 6          | 937                       |         | 8         | 80        | 21         |
| 2000 | 24.612      | 1.739.960   | 1,4         | 28         | 22         | 6          | 879                       |         | 8         | 80        | 21         |
| 2001 | 25.525      | 1.766.890   | 1,4         | 27         | 21         | 6          | 945                       |         | 8         | 80        | 21         |
| 2002 | 23.352      | 1.769.265   | 1,3         | 28         | 21         | 7          | 834                       |         | 8         | 76        | 21         |
| 2003 | 23.698      | 1.797.355   | 1,3         | 28         | 22         | 6          | 846                       |         | 6         | 71        | 21         |
| 2004 | 23.812      | 1.797.355   | 1,3         | 28         | 22         | 6          | 850                       |         | 6         | 70        | 20         |
| 2010 | 25.712      | 1.896.941   | 1,4         | 31         | 22         | 9          | 829                       |         | 9         | 52        | 22         |
| 2014 | 26.520      | 2.032.800   | 1,3         | 39         | 29         | 10         | 680                       |         | 10        | 64        | 23         |
| 2017 | 18.500      | 1.968.000   | 0,9         | 42         | 31         | 11         | 440                       |         | 11        | 65        | 23         |
| 2020 | 19.000      | 2.033.200   | 0,9         | 29         | 29         |            | 655                       |         |           | 60        | 23         |
| 2022 | 19.521      | 2.008.800   | 1,0         | 34         | 34         |            | 574                       |         |           | 71        | 24         |